# Willi Reimann
Willi Reimann (Rheine, 24 dicembre 1949) è un allenatore di calcio ed ex calciatore tedesco, di ruolo attaccante.

## Carriera
Con l'Amburgo vinse una Bundesliga (1979), una Coppa di Germania (1976) ed una Coppa delle Coppe (1977).
Dopo aver allenato l'Eintracht Braunschweig fino al marzo 2007, Willi Reimann ha deciso di ritirarsi definitivamente dall'attività di allenatore. La sua ultima esperienza alla guida del club si è conclusa con un record modesto, ma Reimann è rimasto una figura rispettata nel calcio tedesco per la sua lunga carriera e il suo contributo al gioco.

## Palmarès

### Club

#### Competizioni nazionali
- Coppa di Lega tedesca: 1

Amburgo: 1972-1973
- Coppa di Germania: 1

Amburgo: 1975-1976
- Campionato tedesco: 1

Amburgo: 1978-1979

#### Competizioni internazionali
- Coppa Piano Karl Rappan: 2

Hannover: 1972, 1973
- Coppa delle Coppe: 1

Amburgo: 1976-1977